# Hôpital Beauregard
Pour les articles homonymes, voir Beauregard.
L'hôpital Beauregard est situé à Aoste, dans la localité du même nom.

## Description
À partir du mois de janvier 1985, l'hôpital Beauregard ayant relevé le service de maternité de l'hôpital régional d'Aoste, est devenu le centre de référence pour ce service pour la moyenne et haute Vallée d'Aoste.
En 2020, il compte 52 places, dont 9 en day hospital. Les spécialisations de ce centre sont : gériatrie, néonatalogie, obstétrique, gynécologie, pédiatrie et gastro-entérologie.